# Черињола Кампања (Фођа)
Черињола Кампања (итал. Cerignola Campagna) је насеље у Италији у округу Фођа, региону Апулија.
Према процени из 2011. у насељу је живело 49 становника. Насеље се налази на надморској висини од 59 м.